# Hémévillers
Hémévillers – miejscowość i gmina we Francji, w regionie Hauts-de-France, w departamencie Oise.
Według danych na rok 1990 gminę zamieszkiwały 333 osoby, a gęstość zaludnienia wynosiła 48 osób/km² (wśród 2293 gmin Pikardii Hémévillers plasuje się na 667. miejscu pod względem liczby ludności, natomiast pod względem powierzchni na miejscu 696.).